# WTA Christchurch
Il WTA Christchurch è stato un torneo femminile di tennis che si disputava a Christchurch in Nuova Zelanda su campi in erba.

## Albo d'oro

### Singolare
| Anno | Campionessa      | Finalista     | Punteggio |
| ---- | ---------------- | ------------- | --------- |
| 1978 | Regina Maršíková | Sylvia Hanika | 6-2, 6-1  |

### Doppio
| Anno | Campionesse              | Finalista                      | Punteggio |
| ---- | ------------------------ | ------------------------------ | --------- |
| 1978 | Lesley Hunt Sharon Walsh | Katja Ebbinghaus Sylvia Hanika | 6-1, 7-5  |